# Madani Camara
Madani Camara né le 30 mars 1987 en Côte d'Ivoire, est un footballeur ivoirien qui joue comme milieu récupérateur.

## Biographie
Madani Camara commence sa carrière en Côte d'Ivoire, au VAC Bouaké. Il rejoint en 2008 l'Algérie et le club du MC El Eulma.
En 2011, il est transféré à la Jeunesse sportive de Kabylie. Avec la JSK il joue 46 matchs en championnat et 6 matchs en Coupe de la confédération.

## Carrière
- avant 2008 :  VAC Bouaké
- 2008-2011 :  MC El Eulma
- 2011-2013 :  JS Kabylie[1]